# Maurice Duruflé
Maurice Duruflé, (Louviers (Eure) l'11 de gener, 1902 - Louveciennes (Illa de França), 16 de juny, 1986, fou un organista i compositor francès.

## Biografia
De petit, va cursar el màster de Saint-Evode a la catedral de Rouen l'any 1912 on va estudiar la música en les seves diferents vessants, a través de l'aprofundiment i la pràctica del cant gregorià, la pràctica del cant col·lectiu i coral d'alt nivell i alhora el piano i l'orgue (Jules Haelling). El 1918 va marxar a París per estudiar orgue amb Charles Tournemire. Als 18 anys es va incorporar al Conservatori de Música i Declamació; hi va estudiar composició amb Paul Dukas i orgue amb Eugène Gigout, però encara va prendre classes particulars amb Louis Vierne. Per raons obscures, després va tenir un profund desacord amb Gigout, però, cap al final de la seva vida, el va descriure lacònicament com "un home excel·lent, això és tot".
Entre 1922 i 1928 va guanyar diversos premis, entre els quals els de composició, acompanyament de piano, harmonia i orgue. El 1927, esdevingué assistent de Louis Vierne a Notre-Dame de París. Vierne volia fermament que Duruflé el succeís, mentre que Jehan-Ariste Alain i Gaston Litaize havien decidit deixar-li el camp obert. Però quan Vierne va morir, va ser Léonce de Saint-Martin, el seu adjunt, qui va ser nomenat. En tot cas, va ser Duruflé qui estava al costat de Vierne al púlpit de Notre-Dame quan aquest va morir sobtadament durant el seu recital de 1750 a la catedral.
El 1929, Duruflé va guanyar el premi "Amics de l'orgue" d'orgue i improvisació i va obtenir el càrrec d'organista titular a l'església de "Saint-Étienne-du-Mont" de París. El seu opus 3, Prélude, Récitatif et Variations per a flauta, viola i piano, va ser presentat per primera vegada per Marcel Moyse, Maurice Vieux i Jean Doyen.
Va estrenar el Concert per a orgue de Francis Poulenc sota la direcció de Roger Désormière el 1939. A partir de 1942, va assistir a Marcel Dupré a les classes d'orgue del Conservatori de París on va tenir com a estudiant el compositor i organista André Jorrand.
El 1947 va publicar la seva obra més famosa, el Rèquiem Op 9, per a cor, solistes, orquestra i orgue que va ser interpretada per primera vegada sota la direcció de Paul Paray, també antic alumne del màster de Rouen. El Rèquiem té semblances amb el de Fauré però també està molt influenciat pel cant gregorià i la música renaixentista. Per exemple, el tema d'obertura de lIntroit-Kyrie està manllevat de la Missa pro defunctis de Duarte Lobo. La peça va ser reelaborada en altres dues versions i, per tant, existeix avui en tres versions: una per a orquestra simfònica, una per a orquestra de cambra i una altra amb orgue (que inclou un solo obbligato (obligatori) per a violoncel al Pie Jesu). Ell mateix va interpretar la versió per a orgue sol a l'església Saint-Pothin de Lió per invitació d'Adrien Rougier, organista titular, que admirava la seva obra. La seva missa Cum Jubilo també existeix en aquestes tres versions.
L'organista Marie-Madeleine Chevalier, amb qui va conèixer quan ella era estudiant a la classe de Marcel Dupré (a qui va substituir durant sis mesos a causa d'un viatge de concerts a Amèrica), es va convertir en la seva ajudant a Saint-Étienne-du-Mont el 1947. Es va casar amb ella l'any 1953 als 51 anys, després d'un primer matrimoni amb Lucette Bousquet el 1932, el 1947 s'havia pronunciat el divorci civil i la declaració de nul·litat pel Vaticà el 23 de juny de 1953.
Durant tota la seva vida Maurice Duruflé va ser partidari dels orgues de tipus neoclàssic, no adscrits exclusivament a una escola, capaços de traduir tot el repertori; va apreciar molt els orgues construïts per Victor Gonzalez i després per Georges Danion, el seu successor. Va ser membre corresponent de l'Acadèmia de Ciències, "Belles-Lettres et Arts" de Rouen el 1967.
L'any 1975 va resultar ferit greu en un accident de trànsit provocat per un motorista que s'acostava i va perdre el control del seu vehicle; gairebé mai més va tocar en públic i es va quedar tancat al seu apartament.
El seu darrer treball, publicat l'any 1977, es titula Pare nostre per a quatre veus mixtes. Està dedicat "a Marie-Madeleine Duruflé".

## Composicions
Orgue sol

- Scherzo op. 2 (1926), dedicat a l'organista Charles Tournemire.
- Prélude, Adagio et Choral varié sur le Veni Creator  op. 4 (1930), aquesta partitura li valgué el premi de composició dels Amics de l'Orgue.
- Suite op. 5 (1932), dedicat a Paul Dukas:
  - Prélude
  - Sicilienne
  - Toccata
- Prélude et Fugue sur le nom d'Alain op. 7 (1942), escrit en homenatge a Jehan Alain, que va morir dos anys abans.
- Prélude sur l'Introït de l'Épiphanie Ecce advenit dominator Dominus op. 13 (1961), part de la col·lecció Orgue et liturgie.
- Fugue sur le carillon des heures de la Cathédrale de Soissons  op. 12 (1962), dedicat a Henri Doyen, titular de l'orgue de Soisson.
- Méditation op. post. (1964) la partitura de la qual només es va trobar l'any 2002.
- Lecture à vue (inèdita)
- Fuga (inèdit)
- Lux æterna (inèdit)

Música de cambra

- Prélude, Récitatif et Variations op. 3 per Flauta, Alt i Piano (1928)

Piano sol

- Triptyque op. 1: Fantasia sobre temes gregorians (1927/1943, inèdit)
- Trois Danses op. 6 (1932, transcrit par l'autor) :
  - Divertissement
  - Danse lente
  - Tambourin

Piano à quatre mans

- Trois Danses op. 6 (1932, transcrit per l'autor) :
  - Divertissement
  - Danse lente
  - Tambourin

Dos pianos

- Trois Danses op. 6 (1932, transcrit per l'autor) :
  - Divertissement
  - Danse lente
  - Tambourin

Orquestra

- Trois Danses op. 6 (1932):
  - Divertissement
  - Danse lente
  - Tambourin
- Andante et Scherzo op. 8 (1940)

Obres litúrgiques

- Requiem op. 9 per a solo, cor, orquestra i orgue(1947)
  - Version avec Orgue (1948)
  - Version avec Orchestre (1950)
  - Version avec Orchestre réduit (1961)
  - Version avec Orchestre réduit et cors (1970)
- Quatre motets sobre temes gregorians op. 10 per a cor (1960):
  - Ubi caritas et amor
  - Tota pulchra es
  - Tu es Petrus
  - Tantum ergo
- Messe Cum Jubilo op. 11 per a baríton sol, cor de barítons i orquestra (1966):
  - Version avec Orgue (1967)
  - Version avec Orchestre (1970)
  - Version avec Orchestre réduit (1972)
  - Notre Père op. 14 pour 4 voix mixtes (1977)

Obres diverses

- Hommage à Jean Gallon (1953)
- Sicilienne de la Suite op. 5 pour petit orchestre (flûte, hautbois, clarinette, basson, cor et quintette à cordes ; inédit)

Transcripcions

- Johann Sebastian Bach: Quatre corals per a orgue, transcrits per a orquestra per Maurice Duruflé (1942/1945) :
  - Viens Sauveur des Païens (Fragment de 18 corals de Leipzig)
  - Réjouissez-vous bien-aimés Chrétiens BWV 734 (Fragment de corals diverses)
  - Ô Innocent Agneau de Dieu BWV 656 (Fragment de 18 corals de Leipzig)
  - En Toi est la joie BWV 615 (Fragment de l'Orgelbüchlein)
- Louis Vierne: Tardes estrangeres op. 56, per a violoncel i piano, orquestrat per Maurice Duruflé (1943) :
  - Grenade
  - Sur le Léman
  - Venise
  - Steppe canadien
  - Poisson
- Louis Vierne: Ballade du désespéré op. 61, Poema líric per a veu i orquestra. Orquestració de Maurice Duruflé (1943)
- Maurice Duruflé: Rèquiem op. 9, per a veu i piano (1947)
- Johann Sebastian Bach: Deux Chorals de Cantatas BWV 22 und 147, arranjat per a orgue per Maurice Duruflé (1952)
- Louis Vierne: Trois Improvisations pour orgue (Notre-Dame-de-Paris, novembre 1928), reconstituït per Maurice Duruflé (1954) :
  - Marche épiscopale
  - Méditation
  - Cortège
- Charles Tournemire: Cinq Improvisations pour orgue (Ste Clotilde, Paris, 1930/1931), reconstituït per Maurice Duruflé (1956-1958) :
  - Petite rhapsodie improvisée
  - Cantilène improvisée
  - Improvisation sur le Te Deum
  - Fantaisie-Improvisation sur l’Ave maris stella
  - Choral-Improvisation sur le Victimæ paschali
- Gabriel Fauré: Prélude de «Pelléas et Mélisande», transcrit per a orgue par Maurice Duruflé

Robert Schumann: Lamentation', transcrit transcrit per a orgue Maurice Duruflé.
Obres per opus

- Opus 1 : Triptyque (Fantasia sobre temes gregorians), per piano, 1927/1943
- Opus 2 : Scherzo, per a orgue, 1926
- Opus 3 : Prélude, Recitatiu i variacions, per a flauta, viola i piano, 1928
- Opus 4 : Prélude, Adagio et Choral variacions sobre el Veni Creator, per a orgue, 1930
- Opus 5 : Suite, per a orgue, 1932, en tres moviments:
  - Prélude
  - Sicilienne (també disponible en una versió per a orquestra petita)
  - Toccata
- Opus 6: Trois Danses, per a orquestra (també disponible en versions per a piano sol, piano a quatre mans i dos pianos), 1932 :
  - Divertissement
  - Danse lente
  - Tambourin
- Opus 7: Prélude et Fugue sur le nom d'Alain, per a orgue, 1942
- Opus 8: Andante et Scherzo, per a orquestra, 1940
- Opus 9: Rèquiem per a sol, cors, orquestra i orgue, 1947. Hi ha diverses versions:
  - Versió per a Orgue (1948)
  - Versió per a orquestra (1950)
  - Versió per a orquestra petita (1961)
  - Versió amb orquestra reduïda i trompas (1970)
- Opus 10: Quatre Motets sur des Thèmes Grégoriens, per a cor, 1960 :
  - Ubi caritas et amor
  - Tota pulchra es
  - Tu es Petrus
  - Tantum ergo
- Opus 11: Messe Cum Jubilo, per a baríton solista, cor de barítons i orquestra (1966). Hi ha diverses versions:
  - Versió amb orgue (1967)
  - Versió amb orquestra (1970)
  - Versió amb orquestra reduïda (1972)
- Opus 12 : Fugue sur le carillon des heures de la Cathédrale de Soissons, pour orgue, 1962
- Opus 13 : Prélude sur l'Introït de l'Épiphanie, pour orgue, 1961
- Opus 14 : Notre Père, pour 4 voix mixtes, 1977

Obres diverses

- Hommage à Jean Gallon (1953)
- Sicilienne de la Suite op. 5 pour petit orchestre (flûte, hautbois, clarinette, basson, cor et quintette à cordes ; inédit)

Transcripcions

- Johann Sebastian Bach: Quatre corals per a orgue, transcrits per a orquestra per Maurice Duruflé (1942/1945) :
  - Viens Sauveur des Païens (Extrait des 18 Chorals de Leipzig)
  - Réjouissez-vous bien-aimés Chrétiens BWV 734 (Extrait des Chorals divers)
  - Ô Innocent Agneau de Dieu BWV 656 (Extrait des 18 Chorals de Leipzig)
  - En Toi est la joie BWV 615 (Extrait de l'Orgelbüchlein)
- Louis Vierne: Soirs étrangers op. 56, per a violoncel i piano, orquestrada per Maurice Duruflé (1943):
  - Grenade
  - Sur le Léman
  - Venise
  - Steppe canadien
  - Poisson chinois
- Louis Vierne: Ballade du désespéré op. 61, Poema líric per a veu i orquestra. Orquestració de Maurice Duruflé (1943)
- Maurice Duruflé: Requiem op. 9, per a veu i piano (1947)
- Johann Sebastian Bach: Dues corals de cantates BWV 22 i 147, arranjades per a orgue per Maurice Duruflé (1952)
- Louis Vierne: Tres improvisacions per a orgue (Notre-Dame-de-Paris, novembre 1928), reconstituides par Maurice Duruflé (1954) :
  - Marche épiscopale
  - Méditation
  - Cortège
- Charles Tournemire: Cinq Improvisations per a orgue (Ste Clotilde, Paris, 1930/1931), reconstituides per Maurice Duruflé (1956-1958):
  - Petite rhapsodie improvisée
  - Cantilène improvisée
  - Improvisation sur le Te Deum
  - Fantaisie-Improvisation sur l'Ave maris stella
  - Choral-Improvisation sur le Victimæ paschali
  - Gabriel Fauré: Prélude de «Pelléas et Mélisande», transcrit per a orgue per Maurice Duruflé
  - Robert Schumann: Lamentation, transcrit per orgue a per Maurice Duruflé.

Obres per opus

- Opus 1 : Triptyque (Fantaisie sur des thèmes grégoriens), per a piano, 1927/1943
- Opus 2 : Scherzo, per a orgue, 1926
- Opus 3 : Prélude, Recitatiu i variacions, per a flauta, viola i piano, 1928
- Opus 4 : Prélude, Adagio et Choral variat sobre el Veni Creator, per a orgue, 1930
- Opus 5 : Suite, per a orgue, 1932, en tres moviments:
  - Prélude
  - Sicilienne (també disponible en una versió per a petita orquestra)
  - Toccata
- Opus 6 : Trois Danses, per a orquestra (també existeix en versions per a piano sol, piano a quatre mans i dues a pianos), 1932 :
  - Divertissement
  - Danse lente
  - Tambourin
- Opus 7 : Prélude et Fugue sur le nom d'Alain, per a orgue, 1942
- Opus 8 : Andante et Scherzo, per a orquestra, 1940
- Opus 9 : Rèquiem per a sol, cors, orquestra i orgue, 1947. Hi ha diverses versions:
  - Versió per a Orgue (1948)
  - Versió amb orquestra (1950)
  - Versió amb orquestra reduïda (1961)
  - Versió amb orquestra reduïda i trompas (1970)
- Opus 10 : Quatre Motets sur des Thèmes Grégoriens, per a cor, 1960 :
  - Ubi caritas et amor
  - Tota pulchra es
  - Tu es Petrus
  - Tantum ergo
- Opus 11 : Messe Cum Jubilo, per a baríton solista, cor de barítons i orquestra (1966). Hi ha diverses versions:
  - Versió amb orquestra (1970)
  - Versió amb orquestra reduïda (1972)
- Opus 12 : Fugue sur le carillon des heures de la Cathédrale de Soissons, per a orgue, 1962
- Opus 13 : Prélude sur l'Introït de l'Épiphanie, per a orgue, 1961
- Opus 14 : Notre Père, per 4 veus mixtes, 1977

## Ús de les seves obres
Michael Jackson va utilitzar Pie Jesu com a preludi de la seva cançó Pie Jesu/Little Susie de l'àlbum HIStory.

## Discografia parcial[4]
- Mozart/ Maurice Duruflé, Soli, Chœurs Et Orchestre De L'Anthologie Sonore* Direction Félix Raugel – Sept Motets, 3 versions/L'Anthologie Sonore, Disques Adès
- Gabriel Fauré - Pierrette Alarie, Camille Maurane, Elisabeth Brasseur Choir*, Maurice Duruflé, Jean Fournet Conducting Orchestre Des Concerts Lamoureux – Requiem. 10 versions/Philips
- J.-S.Bach/ Maurice Duruflé – Toccata And Fugue In D Mineur - Trois Chorals - Fugue En Sol Mineur. 3 versions/Erato
- Camille Saint-Saëns, Orchestre Du Théâtre Des Champs-Elysées, Maurice Duruflé – 3ᵉ Symphonie En Ut Mineur - Op. 78. 4 versions/Ducretet Thomson
- Gabriel Fauré – Requiem. 4 versions/Columbia
- Langlais*, Dupre*, Widor*, Durufle* - Henry Hokans – At The Organ Of All Saints Church, (LP, Mono)/Gregorian Institute Of America
- Virgil Fox, Maurice Duruflé, Louis Vierne, César Franck, Marcel Dupré – Organ Music From France. 2 versions/Capitol Records
- Francis Poulenc / Rosanna Carteri - Maurice Duruflé - Orchestre National De La RTF*, Georges Prêtre – Gloria / Concerto Pour Orgue. 22 versions/Columbia